# Шазлен, Фредерик
Фредерик Шазлен (Frederic Chaslin, *род. 1963, Париж) — французский дирижёр, композитор и пианист, с 2011 художественный руководитель Иерусалимского симфонического оркестра.

## Биография
Фредерик Шазлен родился в Париже в семье архитектора с корнями эмигрантов из России.
Выпускник Парижской консерватории, которую он окончил с отличием по классу гармонии, контрапункта, фуги, вокала, оркестровки и по концертмейстерскому классу. Он продолжил обучение в зальцбургской консерватории Моцартеум; в числе его педагогов был Пауль фон Шилавски.
Дирижёрский дебют Фредерика Шазлена состоялся в 1989 году, когда он стал ассистентом Даниэля Баренбойма в Оркестре Парижа и на Байройтском фестивале. В 1991 он занял аналогичный пост в ансамбле «Энтерконтемпорен» Пьера Булеза.
С 1991 по 1994 Шазлен был генеральный директор Оперного театра Руана. Его международный дебют состоялся в 1993 году в Австрии на фестивале в Брегенце, на котором он впоследствии дирижировал на протяжении четырёх сезонов.
В 1997 году Фредерик Шазлан получил пост постоянно приглашенного дирижёра Венской государственной оперы; с тех пор он провел в этом театре более 110 спектаклей.
С 1999 по 2002 Шазлен занимал пост главного дирижёра Иерусалимского симфонического оркестра. Он вернулся в Иерусалим в 2010 и в 2012 году с ним был заключен контракт с первоначальным сроком в три года.
С 2004 по 2006 год Шазлен занимал пост Главного музыкального руководителя Национального театра в Мангейме.
В ноябре 2002 Фредерик Шазлен дебютировал в нью-йоркской Метрополитен-опера, с большим успехом продирижировав «Трубадуром» Верди и с тех пор не раз возвращался в «Мет». В 2005-м в Лос-Анджелесском оперном театре он продирижировал оперой «Ромео и Джульетта» с Роландо Вильясоном и Анной Нетребко в заглавных ролях. Шазлен продирижировал серией спекатаклей «Тоски» Пуччини в Новом национальном театре Токио и оперой «Андре Шенье» Джордано; в декабре 2013 он вернется в Японию, чтобы продирижировать «Сказками Гофмана» Оффенбаха.
В 2009 году Фредерик Шазлен дебютировал в оперном театре Санта-Фе постановкой оперы Верди «Травиата» с Натали Дессей в роли Виолетты. В октябре 2010 был назначен на пост главного дирижёра и художественного руководителя театра. Шазлен оставил эту должность в 2012 году.
В качестве приглашенного дирижёра Фредерик Шазлен сотрудничал с рядом ведущих оперных театров и фестивалей Нью-Йорка, Берлина, Мюнхена, Лейпцига, Мадрида, Барселоны, Рима, Венеции, Шотландии и Уэльса. Он также дирижировал важнейшими симфоническими оркестрами Лондона, Парижа, Манчестера.
Симфонический репертуар Шазлена включает произведения от Баха до современной музыки. Он продирижировал более чем 20 премьерами произведений современных композиторов. Шазлан — автор книги «Все лики музыки» (2009), которую он посвятил анализу различных аспектов современной музыки и её взаимоотношений с публикой.
Фредерик Шазлен концертирует и в качестве пианиста. Среди его выступлений — исполнение Пятого концерта Бетховена с Венским филармоническим оркестром; в Японии, Италии и Израиле Шазлен исполнил соль мажорный концерт Равеля, солируя и дирижируя одновременно. Фредерик Шазлен — автор оркестровых сочинений, опер и музыки к фильмам. В числе его опусов — оркестровая сюита «Шагал», «Танец Дивы» для фильма «Пятый элемент», оперы «Вампирский узел» по роману С. П. Сомтоу. и «Грозовой перевал» на либретто Паулы Хейл Фишер, два цикла песен на стихи Роберта Фроста. В настоящее время Шазлен работает над симфоническим сочинением и оперным Фантастическим диптихом «Влюбленная смерть» и «Аватар» по мотивам коротких рассказов французского писателя и поэта Теофиля Готье, на либретто Паулы Хейл Фишер.